# Jo-Jo-Effekt
Als Jo-Jo-Effekt bezeichnet man eine unerwünschte und schnelle Gewichtszunahme nach einer Reduktionsdiät. Bei wiederholten Diäten kann sich das Körpergewicht wie ein Jo-Jo auf und ab bewegen, wobei das neue Endgewicht oft höher ist als das Ausgangsgewicht. Im übertragenen Sinn dient der Ausdruck zur Beschreibung von relativ schnell aufeinander folgenden Auf- und Abbewegungen, beispielsweise in Konjunktur- und Aktienkurskurven.

## Ursachen
Energie (siehe: Physiologischer Brennwert) aus Lebensmitteln wird in Form von Glykogen und Fett in der Leber, in den Muskeln und im Fettgewebe gespeichert und bei Bedarf wieder abgerufen. Die Fettgewebezellen (Adipozyten) vermehren sich bis ins Jugendalter bei der Gewichtszunahme, sie füllen sich nicht nur mit Fett. Einmal gebildete Fettgewebezellen werden beim Abnehmen jedoch nur geleert, ihre Zahl bleibt erhalten. Dies erschwert einen nachhaltigen Gewichtsverlust für Personen, die bereits als Kinder und Jugendliche stark übergewichtig waren.
Bei gesunden Menschen ist der direkte Grund für die Speicherung von Energie in den Zellen des Fettgewebes die Folge einer stark positiven Energiebilanz. Die indirekten Gründe sind in der Regel in der allgemeinen Lebensführung und den Ernährungsgewohnheiten zu finden. Bei einer Reduktionsdiät wird grundsätzlich weniger Energie zugeführt als verbraucht. Als Reaktion auf diese kontrollierte Mangelernährung wird die Energiedifferenz vom Körper aus dem Fettgewebe und/oder Muskelgewebe zur Verfügung gestellt. Das Muskelgewebe hebt jedoch auch bei Untätigkeit den Energieverbrauch und trägt generell zur allgemeinen Leistungsfähigkeit und Vitalität des Körpers bei. Bei schneller, unkontrollierter Mangelernährung durch „Blitz-Diäten“ verliert der Körper in der Regel hauptsächlich Wasser sowie kurzfristig verfügbare Energie aus (somit unterversorgten) Muskelzellen. Hinzu kommt, dass der Körper aufgrund der Unterversorgung mit Energie und der reduzierten Körpermasse einen geringeren Grundumsatz besitzt.
Werden nach einer Diät die alten Lebens- und Ernährungsgewohnheiten wieder aufgenommen, hat dies im Regelfall aufgrund der beeinträchtigten Leistungsfähigkeit und des geringeren Grundumsatzes des Körpers eine stark beschleunigte Gewichtszunahme zur Folge (‚Jo-Jo‘).
Abhängig von dem Verlust an Muskelmasse, der Veränderung des Regelkreislaufs der Energiebilanz (u. a. durch Hungerstoffwechsel) und der Plötzlichkeit der Diätumstellung auf die ursprüngliche Lebensweise, kann die erneute Gewichtszunahme unter Umständen sehr schnell erfolgen und ein höheres Körpergewicht als vor der Diät erreicht werden.
Eine 2011 vorgestellte Studie zeigte, dass noch ein Jahr nach einer niedrig-energetischen Diät mit 2300 kJ (ca. 550 kcal) pro Tag über 10 Wochen und einem mittleren Gewichtsverlust von 13,5 kg die Hormone pathologisch verändert bleiben, die Appetit und Gewichtszunahme steigern. Ebenso blieb das Hungergefühl verstärkt.

## Vermeidung
Der Jo-Jo-Effekt kann durch nachhaltige Ernährungs- und Lebensgewohnheitsumstellungen vermindert oder vermieden werden. Einer amerikanischen Studie aus dem Jahr 2008 zufolge ist dabei regelmäßige Bewegung wichtiger als die Beachtung strenger Ernährungsregeln. Die Bedeutung regelmäßiger körperlicher Aktivität zur Vermeidung des Jo-Jo-Effekts kann physiologisch sehr gut durch den Summermatter Cycle erklärt werden.
Gemäß dem Summermatter Cycle führt eine verminderte Nahrungszufuhr zunächst zum erwünschten Gewichts- und vor allem Fettverlust. Dies wird zusätzlich noch verstärkt, da eine verminderte Nahrungszufuhr zu erhöhter physischer Aktivität und Mobilisierung der Energiespeicher im Fett- und Muskelgewebe führt. Der Mangel an Nahrung induziert jedoch ein „Sparprogramm“ in den Muskeln. Dieses bleibt auch bestehen, wenn Nahrung wieder zugeführt wird, und fördert das Auffüllen der Fettspeicher. Gezielte physische Aktivität während dieser Phase kann den Jo-Jo-Effekt verhindern.

## Forschung
Wissenschaftler haben 2017 gezeigt, dass der Jo-Jo-Effekt bei Patienten mit Vorerkrankungen zu mehr koronaren oder kardiovaskulären Ereignissen führt.